# Sebastiana Jiménez
Sebastiana Jiménez Valderrama (ur. 24 października 1980) – hiszpańska zapaśniczka walcząca w stylu wolnym. Szósta na mistrzostwach świata w 2003. Piąta na mistrzostwach Europy w 2002 i 2006. Wicemistrzyni igrzysk śródziemnomorskich w 2005 i piąta w 2001 roku.